# Helvetia
Pour les articles homonymes, voir Helvetia (homonymie).
Ne doit pas être confondu avec Helvetica.

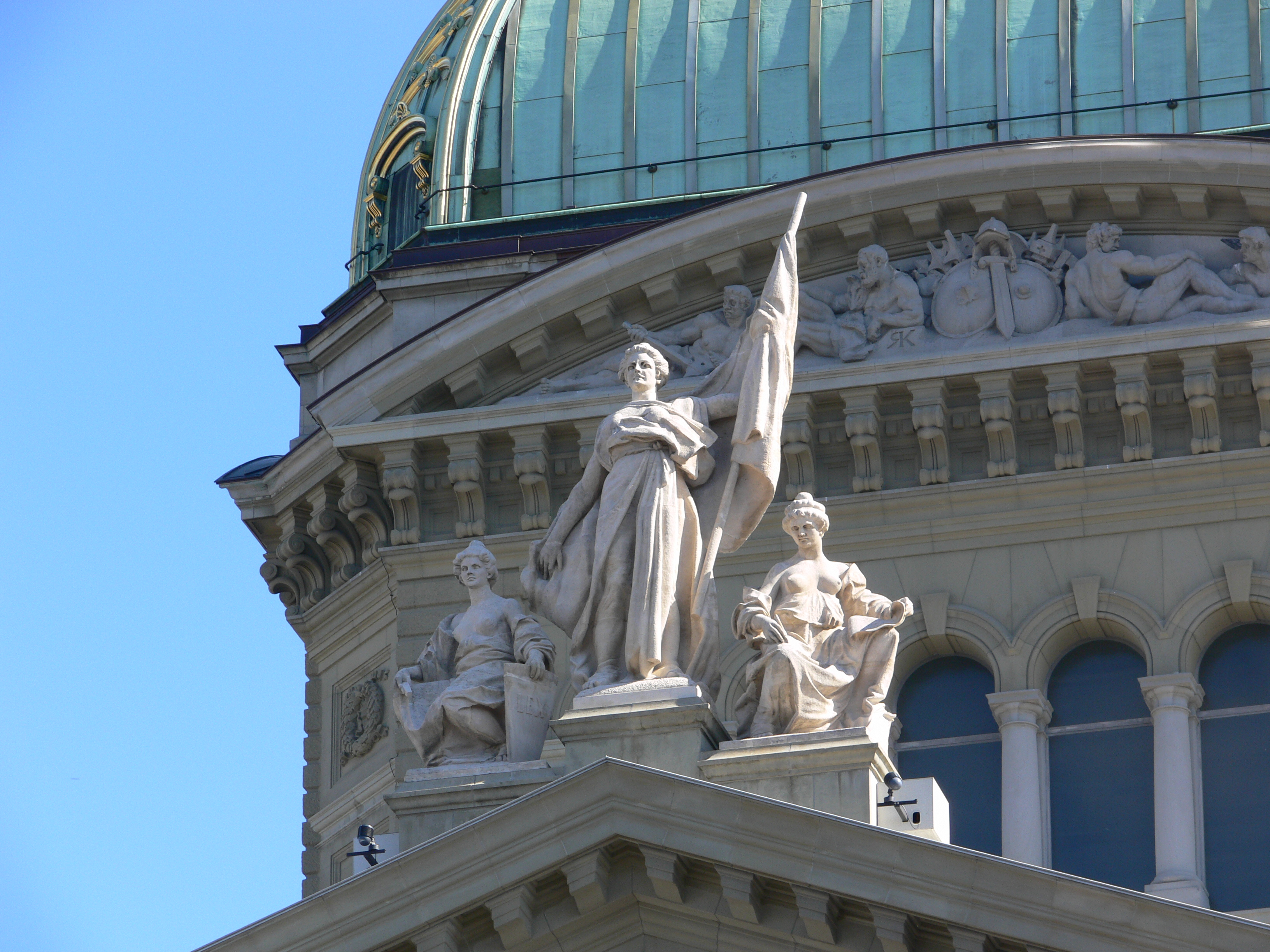
Statue d'Helvetia au sommet du fronton du Palais fédéral de Berne.

Helvetia est une figure allégorique féminine personnifiant la Confédération suisse. Ce nom désigne également la Suisse, notamment sur les timbres-poste.

## Origine
Le nom d'Helvetia vient des Helvètes, une peuplade Celte qui a occupé le plateau suisse à partir de 100 av. J.-C. environ. Mentionnés par l'historien latin Tacite, les Helvètes sont surtout décrits par Jules César dans ses Commentaires sur la Guerre des Gaules lorsqu'en 58 av. J.-C., 368 000 Helvètes quittent leur territoire pour la Gaule après avoir brûlé leurs villes. Ils seront rejoints par les légions romaines, défaits lors de la bataille de Bibracte, puis renvoyés chez eux avant d'être incorporés dans l'Empire romain.
Ce n'est qu'au XIXe siècle que la Suisse va redécouvrir les Helvètes qui vont être progressivement incorporés à l'imagerie populaire des ancêtres fondateurs de la nation, que cela soit dans la peinture avec, par exemple le tableau de Charles Gleyre commémorant la victoire helvète sur les Romains à la bataille d'Agen 107 av. J.-C., ou celui de Karl Jauslin représentant le chef Helvète Divico et Jules César sur la Saône, ainsi que dans les évocations historiques, très à la mode dans la seconde moitié du siècle.

## Symbole
Helvetia est représentée avec des produits de la terre, tels que fruits et fromages, soulignant son appartenance géographique. Armes, couronne de lauriers et divers attributs graphiques symbolisent l'État, la politique. L'allégorie géographique est symboliquement moins chargée que celle de l'État.
Au XVIIe siècle, contrairement aux cantons, la Confédération ne possédait pas encore de représentation symbolique forte. Des représentations d'Helvetia datant de 1672 sont connues telles que des tableaux d'Albrecht Kauw ou de Johann Kaspar Weissenbach.
Symbole patriotique suisse qu'elle partage au XVIIIe siècle avec Guillaume Tell, elle devient emblème national au XIXe siècle avec le nouvel État fédéral et la première constitution fédérale de 1848. Ce symbole devient alors omniprésent que cela soit sous la forme d'œuvre d'art, sur les monuments, sur les timbres ou sur les monnaies.
Certains cantons ou villes suisses sont également symbolisés par une allégorie : Genava (déesse tutélaire de Genève, à l'époque romaine) ou Berna (pour Berne, création moderne), p.ex.

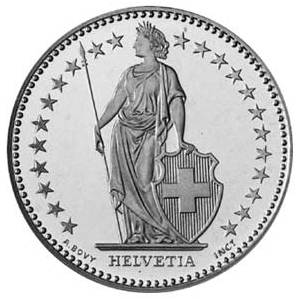
Avers d'une pièce de 2 francs suisses.
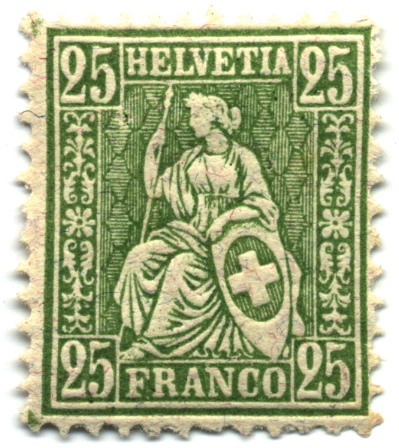
Un timbre de 1881.
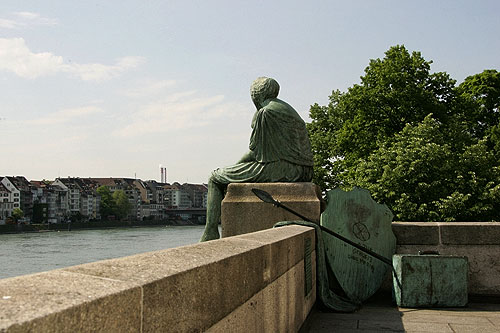
Helvetia regarde le Rhin, à Bâle.
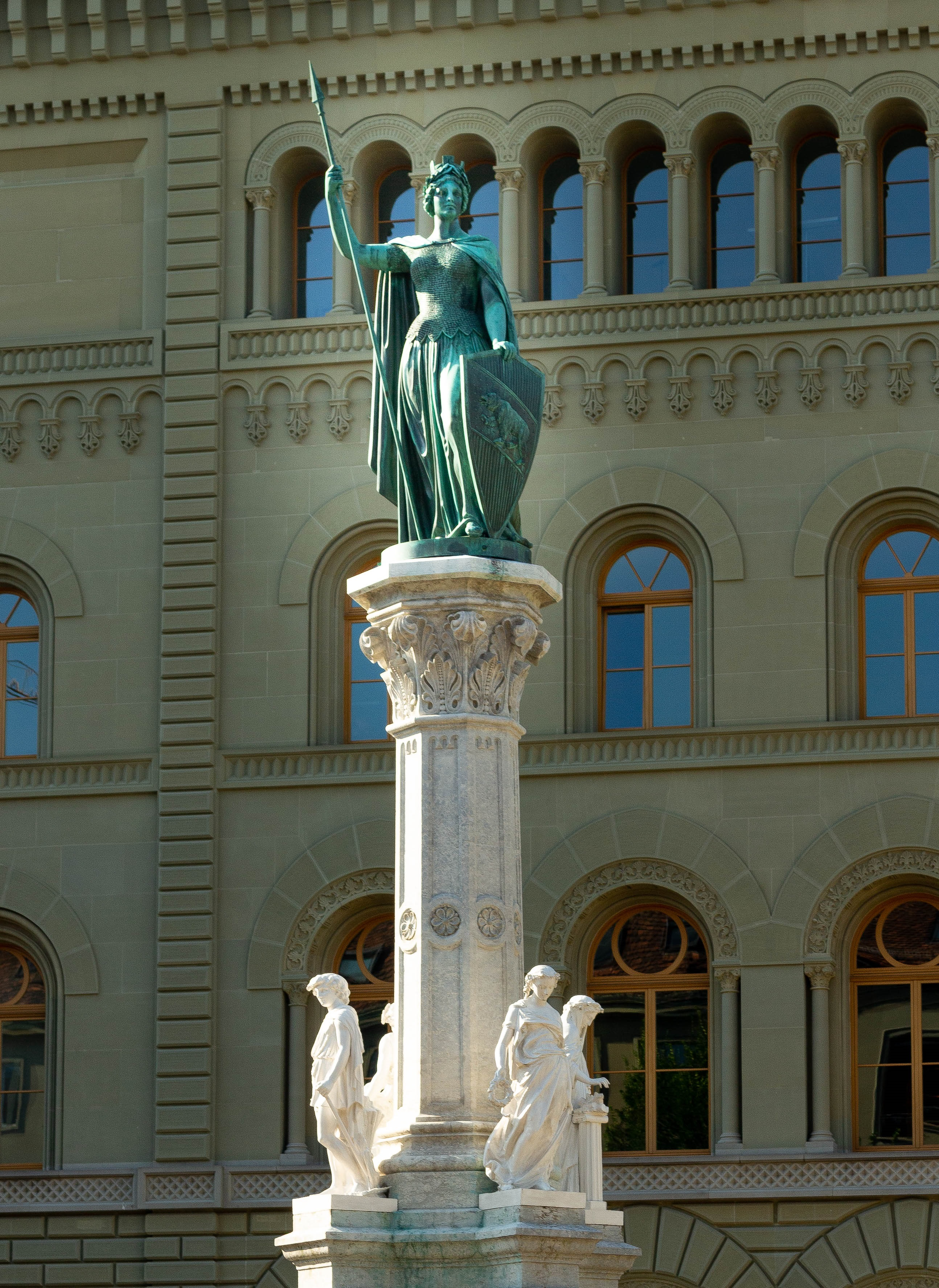
Statue Helvetia, fontaine au Palais Fédéral, Berne.

## Usage
Le terme Helvetia a été repris dans une multitude de sociétés, fondations, entreprises, en particulier lorsqu'on essaie de gommer les différences linguistiques ou culturelles.
Par exemple :
- Pro Helvetia (fondation de droit public visant à la promotion de la vie culturelle suisse).
- Helvetia Latina (institution indépendante qui veille à ce que l’administration et les régies fédérales garantissent la place qui revient aux cultures, aux langues et à l’esprit latins, au sein des services de la Confédération)[6].
- Helvetia Sacra (recensement systématique des entités ecclésiastiques de Suisse : diocèses, chapitres, monastères)[7]